# نيا كارون
نيا كارون (بالإنجليزية: Nia Caron)‏ هي ممثلة بريطانية، ولدت في أكتوبر 1959 في Tregaron ‏ في المملكة المتحدة.

## وصلات خارجية
- نيا كارون على موقع IMDb (الإنجليزية)